# Cida Bento
Maria Aparecida da Silva Bento (São Paulo, 1952), conhecida como Cida Bento, possui graduação em Psicologia pela Faculdade de Filosofia, Ciências e Letras Faria Brito, mestrado em Psicologia pela Universidade Pontifícia Católica de São Paulo (PUC-SP) e doutorado em Psicologia Escolar e do Desenvolvimento Humano pela Universidade de São Paulo (IPUSP). Desde o seu doutoramento, tem dialogado com a temática da branquitude e a formação da sociedade brasileira.  Cida Bento é ativista e participa de manifestações e campanhas de igualdade racial no país. Suas contribuições versam sobre a necessidade de pensá-la por meio das implicações individuais e coletivas,  sobretudo de pessoas brancas privilegiadas em uma sociedade permeada pelas violências raciais.
Funda em 1990 com Ivair Augusto Alves dos Santos e Hédio Silva Júnior o Centro de Estudos das Relações de Trabalho e Desigualdades raciais (CEERT). Cida Bento atualmente é diretora do CEERT, ONG que atua na redução das desigualdades raciais e de gênero no ambiente de trabalho. Nos primeiros anos após a fundação do CEERT, participou como coordenadora da área de combate à discriminação racial no Conselho Estadual de Participação e Desenvolvimento da Comunidade Negra (CPDCN)
Em 2001, Cida Bento integra a delegação brasileira na terceira Conferência Mundial contra o Racismo, Discriminação Racial, Xenofobia, Intolerância Correlata, em Durban, África do Sul como representante CEERT. A Psicóloga também coordena iniciativas como Prêmio Educar para igualdade racial de gênero, iniciado em 2002 e que conta com sete edições. Realiza diversas pesquisas, como publicação de livros e artigos em revistas académicas e periódicos, como: Psicologia sociak racismo, organizado com Iray Carone; Cidania em preto e branco; e Identidade, branquitude e negritude: contribuições para a Psicologia social no Brasil. Em 2015, foi nonemeada pela revista The Economist uma das 50 pessoas mais influentes do mundo no campo da diversidade. 
Além de sua atuação no CEERT, Cida Bento também é parte Conselho Deliberativo do Instituto Ethos, do Grupo Assessor da ONU Mulheres, da Comissão de Direitos Humanos do Conselho Federal de Psicologia e Comissão de Direitos Humanos do Conselho Regional de Psicologia de São Paulo. Ela também atua como conselheira titular Conselho Nacional de Segurança Alimentar e Nutricional (CONSEA). 
Em 2015 foi nomeada pela revista The Economist  uma das 50 pessoas mais influentes do mundo no campo da diversidade.

## Obra
A obra Pacto da Branquitude foi lançada em 2022 pela editora Companhia das Letras, surgindo a partir da sua tese de doutorado. A autora explica o sistema de privilégio e de poder mantido pela “identidade branca”, denuncia e questiona a universalidade da branquitude e as consequências dessa estrutura nociva nas relações sociais no Brasil. Cida Bento retorna na história do país até o período escravocrata e descreve os setores onde pessoas negras comumente ocupam: mulheres negras no serviço doméstico, homens negros nos setores agrícolas e da construção civil, ambas as áreas exigindo pouca escolaridade e majoritariamente trabalhos braçais.

## Livros e capítulos de livros publicados
- BENTO, M. A. S. Ação afirmativa e diversidade no trabalho - desafios e perspectivas. São Paulo: Casa do Psicologo, 2000. v. 1. 194p .

- BENTO, M. A. S.; CASTELAR, M. (Org.) . Inclusão no trabalho: desafios e perspectivas. 1. ed. São Paulo: Casa do Psicologo, 2001. v. 1. 223p .

- BENTO, M. A. S.; CARONE, I. (Org.) . Psicologia Social do Racismo. 2. ed. São Paulo: Vozes, 2002. v. 1. 189p .

- BENTO, M. A. S.. Cidadania em preto e branco. 3. ed. São Paulo: Ática, 2003. v. 1. 80p .

- BENTO, Cida. Pacto da branquitude. São Paulo: Companhia das Letras, 2022
- BENTO, M. A. S.; GUIMARAES, A. S. A. ; HUNTLEY, L. . Racismo no trabalho: o movimento sindical e o estado. In: Antônio sergio Alfredo Guimarães, Lynn Huntley. (Org.). Tirando a máscara - ensaio sobre o racismo no Brasil. 1ed.São Paulo: Paz e Terra, 2000, v. 1, p. 325-342
- BENTO, M. A. S.. A cor do silêncio. In: Ashoka emprendedores sociais. (Org.). Racismos contemporâneos. Rio de Janeiro: Takano, 2003, v. 1, p. 99-110.
- BENTO, M. A. S.; SILVA JR., H. . Experiências inovadoras de maximização das oportunidades de trabalho para negros e mulheres. In: Hédio Silva Jr.. (Org.). O papel da cor/raça/etnia nas políticas públicas de promoção da igualdade. 1ed.São Paulo: CEERT, 2003, v. , p. 10-32.
- BENTO, M. A. S.; DIANGELO, R.; AMPARO, T. O branco na luta antirracista: limites e possibilidades. In: Ibirapitanga; Lia Vainer Schucman. (Orgs.) Branquitude: Diálogos sobre racismo e antirracismo. 1 ed. Fósforo Editora, 2023